# Линейные корабли типа «Франческо Караччоло»
Линейные корабли типа «Франческо Караччоло» строились для Королевских ВМС Италии в период с 1914 по 1920 годы. Они должны были стать первыми итальянскими линкорами, вооружёнными 381-мм орудиями главного калибра. Из заложенных 4 единиц на воду в 1920 году был спущен только головной, «Франческо Караччоло», достройка которого впоследствии также была отменена.

## История создания и конструктивные особенности
В течение 1910-х годов во многих странах, занимавшихся строительством линейных кораблей-дредноутов, наметилась тенденция к повышению калибра орудий главного калибра. В Великобритании получили распространение сначала 13,5-дюймовые (343 мм), а позже на кораблях типа «Куин Элизабет» калибр был доведён до 15 дюймов (381 мм). В США и Японии новые линкоры проектировались с орудиями калибра 14 дюймов (356 мм).
Все это не могло не дать толчка к созданию аналогичных кораблей в итальянском флоте. 6 линкоров типов «Андреа Дориа» и «Конте ди Кавур» имели орудия калибром 12 дюймов (305 мм) и уже начали морально устаревать. Чтобы поднять престиж страны, требовались срочные меры по строительству собственных сверхдредноутов. Значительную роль в принятии решения о строительстве линкоров с повышенным калибром ГК, сыграло традиционное соперничество с Австро-Венгрией: австро-венгерский флот намеревался с июля 1914 года приступить в постройке серии линкоров с 10 350-мм орудиями. В 1913 г. главный кораблестроитель флота контр-адмирал Эдуардо Феррати предложил морскому ведомству проект сверхдредноута водоизмещением в 29 000 тонн с двенадцатью 381-мм орудиями главного калибра и двадцатью 152-мм противоминными орудиями. Однако проект оказался чрезмерно дорогим (120 миллионов лир) и от него в итоге отказались.
После рассмотрения четырёх вариантов, в окончательном виде дредноут имел 8 381-мм и 12 152-мм орудий и по основным параметрам соответствовал британскому «Куин Элизабет». С английским линкором существовало и внешнее сходство, в частности, линейно-возвышенное расположение башен ГК в оконечностях. Из «чисто итальянских» черт присутствовали широко разнесенные дымовые трубы, гладкопалубный силуэт и необычно далеко отстоящие друг от друга башни ГК. Симметричное расположение башен и надстроек, также характерное для итальянской школы кораблестроения, должно было сильно затруднить противнику определение направления движения линкора.
Наиболее существенным отличием являлась высокая скорость корабля - до 25 узлов при нормальной мощности и 28 узлов при форсировке. Таким образом, «Франческо Караччоло» являлись первыми в мире представителями класса быстроходных линкоров. Сравнимые с ними по комплексу характеристик японские линкоры типа «Нагато», а также германские «Макензены» и «Эрзац Йорки», формально относившиеся к линейным крейсерам (в германской терминологии - большим крейсерам), были заложены на 2-3 года позже.

## Строительство
4 новых планируемых к постройке линкора были включены в списки итальянского флота 3 мая 1914 года. Названия корабли получили в честь знаменитых итальянцев: адмирала принца Франческо Караччоло, генуэзского мореплавателя, первооткрывателя Америки Христофора Колумба, генерал-адмиралов Франческо Моросини и Маркантонио Колонны. В промежуток с 12 октября 1914 по 27 июня 1915 все четыре единицы были заложены на разных верфях.
Первые три корабля планировалось ввести в строй в 1917 году, а четвёртый в 1918-м. Этим планам не суждено было сбыться. В мае 1915 года Италия вступила в Первую мировую войну на стороне Антанты и значительная часть сил и средств была переброшена на строительство новых эсминцев, крейсеров, катеров в ущерб строительству линкоров.
Работы на головном «Франческо Караччоло» и «Кристофоро Коломбо» были прекращены в марте 1916 года, когда на стапеле для строительства «Караччоло» уже было выставлено 9000 тонн металла. Его готовность по корпусу составляла 12,5 %, по энергетической установке — 5 %, по прочим конструкциям — не более 5,5 %. На «Франческо Моросини» и «Маркантонио Колонна» работы были приостановлены вскоре после начала постройки.
В октябре 1919 года постройка «Караччоло» была продолжена. За семь месяцев корпус корабля был окончательно сформирован и 12 мая 1920 года при огромном стечении зрителей корабль сошёл на воду. Однако финансовые трудности и послевоенные проблемы не позволили ввести корабль в строй. Сначала возникла идея достроить его как авианесущий корабль, но в итоге 25 октября 1920 года корпус был продан компании «Навигационе Дженерале Италиана» для переделки в грузо-пассажирский лайнер водоизмещением 31 000 т. (вместимость 25 300 брт), мощностью ЭУ 17 000 л.с. и скоростью 16,5 узлов. Однако, и это проект не был реализован и вскоре корабль был передан на разборку. 2 января 1921 года все четыре итальянских сверхлинкора исключили из списков флота. Изготовленные для линкоров 381-мм орудия были установлены на мониторах, которые использовались под Карсо и Хермадой.

## Список кораблей типа[1]
| Название                                     | Верфь-строитель                                 | Дата закладки | Дата спуска на воду | Дата вступления в состав флота | Судьба                                                   |
| -------------------------------------------- | ----------------------------------------------- | ------------- | ------------------- | ------------------------------ | -------------------------------------------------------- |
| «Франческо Караччоло» (Francesco Caracciolo) | Государственная верфь в Кастелламмаре-ди-Стабия | 12.10.1914    | 12.05.1920          | не достроен                    | 02.01.1921 исключён из списков флота, разобран на металл |
| «Франческо Моросини» (Francesco Morosini)    | «Одеро»                                         | 27.06.1915    | -                   | не достроен                    | 02.01.1921 исключён из списков флота, разобран на металл |
| «Кристофоро Коломбо» (Cristoforo Colombo)    | «Одеро»                                         | 14.03.1915    | -                   | не достроен                    | 02.01.1921 исключён из списков флота, разобран на металл |
| «Маркантонио Колонна» (Marcantonio Colonna)  | «Ансальдо»                                      | 03.03.1915    | -                   | не достроен                    | 02.01.1921 исключён из списков флота, разобран на металл |